# Thomasomys monochromos
Thomasomys monochromos är en däggdjursart som beskrevs av Outram Bangs 1900. Thomasomys monochromos ingår i släktet paramoråttor, och familjen hamsterartade gnagare. Inga underarter finns listade i Catalogue of Life.
Denna paramoråtta har en kroppslängd (huvud och bål) av 105 till 120 mm, en genomsnittlig svanslängd av 124 mm och en vikt av cirka 36 g. Öronen är 18 till 20 mm stora och bakfötterna är 24 till 27 mm långa. Ryggens intensiv bruna pälsfärg blir fram till kroppssidorna gulbrun. Övergången till den bleka gulbruna undersidan sker stegvis. Bakfötternas ovansida är vit med några mörka fläckar. De smala håren på den bruna svansen är jämnt fördelade. Öronens fina hår är nästan osynliga. Arten har en diploid kromosomuppsättning med 42 kromosomer (2n=42).
Arten förekommer i bergstrakten Sierra Nevada de Santa Marta i norra Colombia. Den lever i regioner mellan 2200 och 3600 meter över havet. Habitatet utgörs av bergsskogar och landskapet Páramo. I samma region finns även bergsängar och odlingar med Pinus caribaea och träd av eukalyptussläktet. Ytterligare informationer angående artens ekologi saknas.
Beståndet hotas av skogarnas omvandling till odlingsmark och av bränder. Utbredningsområdet är endast 9000 km² stort och det lämpliga habitatet minskar. IUCN kategoriserar arten globalt som sårbar.